# Cheb Sahraoui
Cheb Sahraoui (nacido como Mohammed Sahraoui, en Tlemcen, Argelia, el 1 de abril de 1961) es un músico argelino de raï, el primero en recorrer América del Norte y el primero en incorporar sintetizadores electrónicos en sus arreglos.
Como pianista, estudió música en el conservatorio de música de Orán y lanzó su carrera musical cantando clásicos de raï y melodías de los Beatles en los clubes nocturnos de la ciudad. Su primer éxito, "Ana Mahlali Noum", fue lanzado en 1978.
En 1983 se casó con la cantante Fadela Zalmat, conocida como Chaba Fadela, y la pareja comenzó a grabar como un dúo. Su primer disco juntos, "N'sel Fik", se convirtió en un éxito internacional, y fue seguido por más éxitos y giras, incluyendo giras por los Estados Unidos en 1990 y 1993. Mientras que en Nueva York grabaron el álbum "Walli" con el productor y el multinstrumentista Bill Laswell. Se trasladaron de Argelia a Francia en 1994.
A finales de la década de 1990, Sahraoui y Fadela se separaron. El álbum debut en solitario de Sahraoui, Un Homme Libre (A Free Man), fue lanzado en 2000.

## Discografía
| #  | Álbumes                                                                                | Discográfica            | Año  |
| -- | -------------------------------------------------------------------------------------- | ----------------------- | ---- |
| 1  | Chaba Fadila (Cass, Album)                                                             | MCPE                    | 1983 |
| 2  | شابة فظيلة = Fadela                                                                    | Attitude                | 1986 |
| 3  | Chab Sahraoui* Et Chaba Fadila (Cass, Album)                                           | MCPE                    | 1986 |
| 4  | You Are Mine (Cass, Album)                                                             | Island Records          | 1987 |
| 5  | Chaba Fadela And Cheb Sahraoui - Hana Hana                                             | Rachid & Fethi          | 1988 |
| 6  | Fadela*, Sahraoui* - Le Duo RaÏ En 24 (Cass, Album)                                    | Editions Rachid & Fethi | 1989 |
| 7  | Chab Sahraoui* And Chaba Fadela - ★ Live ★ " In New York" - "Feel My Hurt" (CD, Album) | Aladin Le Musicien      | 1989 |
| 8  | Cheb Sahraoui & Chaba Fadela - N'Sel Fik                                               | Blue Silver             | 1992 |
| 9  | Fadela* & Sahrawi* - Walli (CD, Album)                                                 | Rounder Records         | 1993 |
| 10 | Chaba Fadela / Cheb Sarhaoui* - LIve (CD, Album)                                       | Terrascape              | 1996 |
| 11 | Ouach Khammamat (CD, Album)                                                            | Créon Music             | 1997 |
| 12 | Cheb Sahraoui Et Chaba Fadela - Cheb Sahraoui Et Chaba Fadela                          | MCPE                    | 2001 |